# Графтон (Нью-Гемпшир)
Графтон (англ. Grafton) — місто (англ. town) в США, в окрузі Ґрафтон штату Нью-Гемпшир. Населення — 1385 осіб (2020).

## Демографія
Згідно з переписом 2010 року, у місті мешкало 1340 осіб у 564 домогосподарствах у складі 372 родин. Було 839 помешкань
Расовий склад населення:
| - 96,7 % — білих - 0,4 % — азіатів - 0,3 % — чорних або афроамериканців - 0,2 % — корінних американців |

До двох чи більше рас належало 2,2 %. Частка іспаномовних становила 1,5 % від усіх жителів.
За віковим діапазоном населення розподілялося таким чином: 18,8 % — особи молодші 18 років, 66,6 % — особи у віці 18—64 років, 14,6 % — особи у віці 65 років та старші. Медіана віку мешканця становила 45,6 року. На 100 осіб жіночої статі у місті припадало 108,7 чоловіків;  на 100 жінок у віці від 18 років та старших — 112,1 чоловіків також старших 18 років.
Середній дохід на одне домашнє господарство  становив 70 955 доларів США (медіана — 54 000), а середній дохід на одну сім'ю — 87 222 долари (медіана — 66 103). Медіана доходів становила 47 188 доларів для чоловіків та 35 750 доларів для жінок. За межею бідності перебувало 9,2 % осіб, у тому числі 8,2 % дітей у віці до 18 років та 12,8 % осіб у віці 65 років та старших.
Цивільне працевлаштоване населення становило 573 особи. Основні галузі зайнятості: освіта, охорона здоров'я та соціальна допомога — 29,7 %, роздрібна торгівля — 20,1 %, виробництво — 10,6 %, мистецтво, розваги та відпочинок — 7,7 %.